# Teoria de Dow
A Teoria de Dow é uma teoria que aborda a movimentação dos preços de ações e fornece uma base técnica para sua análise. Charles Henry Dow formulou em 1884 esta teoria que é a base da Análise Técnica moderna, também é conhecida como chartismo.

## Teoria
Os pontos básicos da Teoria de Dow são:
- 1. Os índices descontam tudo: todos os possíveis fatores que afetam a cotação dos preços dos ativos (ações) são descontados por esses índices que consideram todas as notícias, resultados contábeis e financeiros, acidentes e etc.
- 2. Os mercados se movem em tendências: as tendências podem ser de alta ou de baixa. Por sua vez, as tendências podem ser primárias, secundárias e terciárias, segundo sua duração. A tendência primária é a principal, representa o movimento mais longo do mercado e pode durar meses ou anos. As tendências secundárias são as correções e reações do mercado podendo retomar 1/3 a 2/3 do movimento anterior e duram semanas ou meses. Já as tendências terciárias são as correções e reações menores que duram algumas semanas.

- 3. Princípio de confirmação: para confirmar uma tendência é necessário que os índices Dow Jones Industrial Average (DJIA) e Dow Jones Transportation Average (DJTA) coincidam com a tendência.
- 4. Volume convergente: quando o mercado mudar a tendência haverá um aumento expressivo no volume das negociações. Dow acreditava que volumes menores eram apenas algum vendedor ou comprador agressivo, e que para mudar uma tendência precisava que um bom volume confirmasse. Enquanto não houver um volume alto confirmando a mudança de tendência, vale a tendência anterior.
- 5. Utiliza as cotações de fechamento para o cálculo das médias: não leva em conta os máximos e mínimos para o cálculo de seus índices.
- 6. A tendência é vigente até que seja substituída por outra oposta: até que os índices se confirmem, considera-se que a tendência antiga segue em vigor, apesar dos sinais aparentes de mudança. Este princípio procura evitar a prematura troca de posição (comprada ou vendida) .